# Halowe Mistrzostwa Europy w Lekkoatletyce 1975 – skok w dal mężczyzn
Skok w dal mężczyzn – jedna z konkurencji technicznych rozgrywanych podczas halowych lekkoatletycznych mistrzostw Europy w hali Rondo w Katowicach. Rozegrano od razu finał 9 marca 1975. Zwyciężył reprezentant Francji Jacques Rousseau. Tytułu zdobytego na poprzednich mistrzostwach nie bronił Jean-François Bonhème z Francji.

## Rezultaty
Rozegrano od razu finał, w którym wzięło udział 10 skoczków.

Opracowano na podstawie materiału źródłowego.
| Poz. | Zawodnik                | Reprezentacja  | Próby | Próby | Próby | Próby | Próby | Próby | Wynik |
| Poz. | Zawodnik                | Reprezentacja  | 1     | 2     | 3     | 4     | 5     | 6     | Wynik |
| ---- | ----------------------- | -------------- | ----- | ----- | ----- | ----- | ----- | ----- | ----- |
| 01 ! | Jacques Rousseau        | Francja        | x     | 7,47  | 7,75  | 7,94  | 7,94  | 7,28  | 7,94  |
| 02 ! | Hans-Jürgen Berger      | RFN            | 7,65  | x     | 7,81  | 7,87  | x     | x     | 7,87  |
| 03 ! | Zbigniew Beta           | Polska         | 7,55  | 7,66  | 7,82  | x     | x     | 6,20  | 7,82  |
| 4.   | Philippe Deroche        | Francja        | 7,65  | 7,76  | x     | 7,69  | 7,46  | 7,77  | 7,77  |
| 5.   | Carol Corbu             | Rumunia        | 7,24  | 7,42  | 7,64  | 7,44  | 7,26  | x     | 7,64  |
| 6.   | Joachim Busse           | RFN            | x     | 7,12  | 7,39  | x     | 7,49  | x     | 7,49  |
| 7.   | Ulf Jarfelt             | Szwecja        |       |       |       |       |       |       | 7,42  |
| 8.   | Jaroslav Prišcák        | Czechosłowacja |       |       |       |       |       |       | 7,33  |
| 9.   | Panajotis Hadzistatis   | Grecja         |       |       |       |       |       |       | 5,48  |
| –    | Aleksiej Pieriewierziew | ZSRR           | x     | x     | x     |       |       |       | NM    |